# ガンダニュウム合金
ガンダニュウム合金（ガンダニュウムごうきん）は『新機動戦記ガンダムW』にて登場する架空の合金。主に劇中に登場するガンダムタイプMS（モビルスーツ）の装甲材などに利用され、A.C.（アフターコロニー）における「ガンダム」の名称の由来ともなった。
資料によっては「ガンダニウム合金」とも表記されているほか、英語吹き替え版では「ガンデーニアム・アロイ」と発音されている。

## 由来
名前の由来は「Genetic on Universal Neutraly Different Alloy」（電気的に中性な異種構造の宇宙製合金）で、開発当初はGND合金とも呼ばれ、その後接尾語のNUMをつけた。
かつて月面に激突した、未知の星間物質が含まれている隕石の一部である"GND原石"と、月の"ルナ・チタニウム"を無重力下で分子合成することで完成する。

## 特徴
「電気的に中性」という特徴は、この合金が周囲の環境によって物理的にさまざまな振る舞い（電磁波の吸収、高温強度やクリープ強度の変化、荷電粒子による界面変化の減衰など）をすることに起因する。そのため、破壊係数は存在するものの、ビームなどの熱エネルギー兵器や、物理的な衝撃に対する耐性は連合系MSに採用されたチタニュウム合金とは比較にならないほど高い。また、電磁波を吸収するため、金属反応を消失させる事も可能。さらには、この合金を採用する事でジェネレーターの稼働効率は劇的に向上する。
武装に関しても、このガンダニュウム合金を用いたビーム兵器は、そのビーム発生に必要とされる各装置の性能や耐久性が向上するため、一般のビーム兵器に比べて桁違いの出力を発揮する。さらにはビームに電離領域が形成され水分子の干渉を防ぐため、水中でもほとんどエネルギーが減衰することはない。
欠点として、先述の通り精製には月面に落着した隕石分しか存在しない限られた「GND原石」が必要不可欠であり、精製には宇宙の無重力環境を必要とする上、なおかつ精製コスト自体も非常に高いため、一般的なMSの装甲材としては使われなかった経緯がある。部材としての生産性も低く、大量生産によるコストダウンを見込めない。
作中ではこの合金を使用したガンダムヘビーアームズに対し、トールギスがビームサーベルによって撃破できない場面が存在し、ウイングガンダムは、リーブラの主砲の直撃を受けても一応原形を留めていたり、この機体とガンダムサンドロックは劇中で自爆しているが、リーオーを完全に破壊する威力の爆発でもガンダムはパーツが残るほどで、後に修復可能だった。一方で、その後はトーラスのビームカノンでガンダムデスサイズが大破しているほか、この合金を使用したとされるビルゴがトールギスの攻撃で撃破されている場面がみられる。